# بورس تورنتو

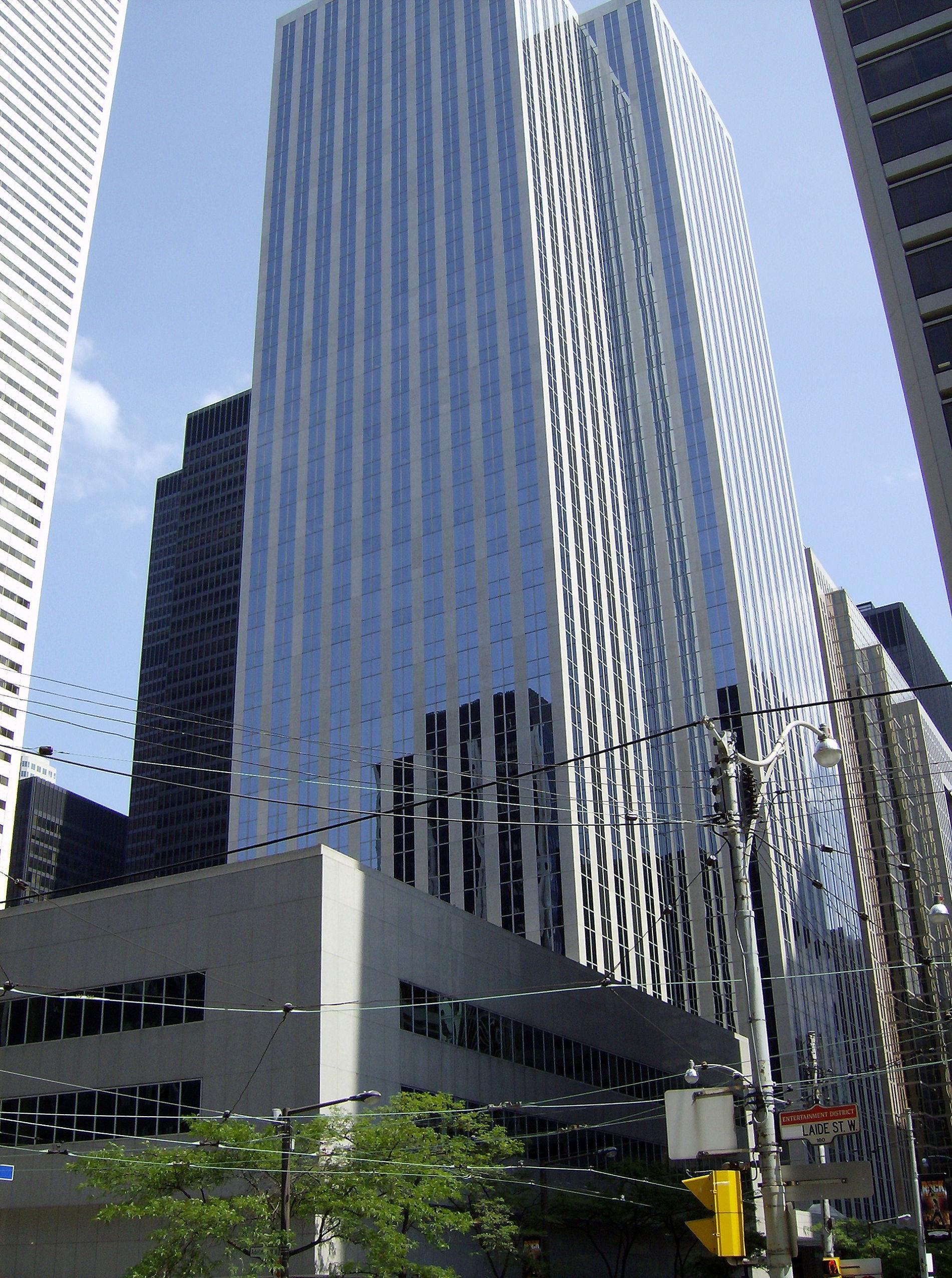
نمایی از ساختمان سابق بورس تورنتو، طراحی شده به سبک آرت دکو

بورس تورنتو (به انگلیسی: Toronto Stock Exchange) بزرگ‌ترین بازار بورس اوراق بهادار در کشور کانادا، سومین در آمریکای شمالی و هفتمین در جهان از لحاظ میزان ارزش بازار سرمایه است. بازار بورس تورنتو در بزرگ‌ترین شهر کانادا؛ تورنتو قرار دارد. در سال ۲۰۱۰ ارزش این بازار ۲٫۱ تریلیون دلار برآورد شد.